# Yvrench
Yvrench est une commune française située dans le département de la Somme, en région Hauts-de-France.
Depuis le 20 juillet 2020, la commune fait partie du parc naturel régional Baie de Somme - Picardie maritime.

## Géographie

### Localisation
Yvrench est un village picard du Ponthieu.
À vol d'oiseau, la localité est située à 10 km au sud-ouest d'Auxi-le-Château, 15 km au nord-est d'Abbeville et à 38 km au nord-ouest d'Amiens .
Le territoire de la commune est limitrophe de ceux de six communes.
Les communes limitrophes sont Conteville, Coulonvillers, Maison-Ponthieu, Noyelles-en-Chaussée, Oneux et Yvrencheux.

### Nature du sol et du sous-sol
Le sol, assez imperméable, est de formations tertiaire et quaternaire. Une épaisse couche végétale argileuse constitue la terre superficielle. En dessous, se rencontrent des silex, des marnes et un sable doux, de couleur ocre. Une importante nappe alimente les puits : le massif du bois de Roche.

### Hydrographie
La commune est située dans le bassin Artois-Picardie. Elle n'est drainée par aucun cours d'eau.

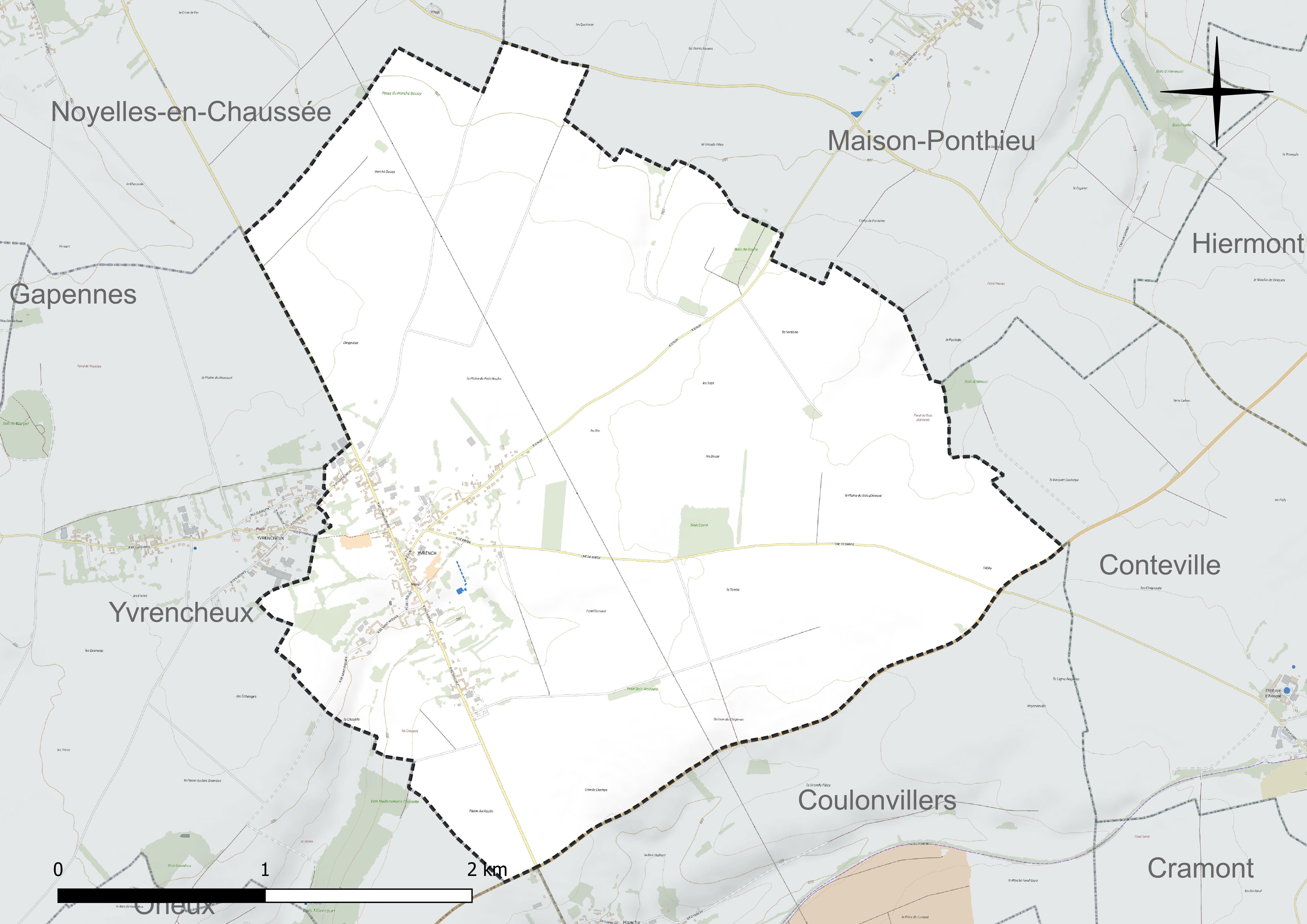
Réseau hydrographique d'Yvrench.

### Climat
Pour des articles plus généraux, voir Climat des Hauts-de-France et Climat de la Somme.
En 2010, le climat de la commune est de type climat océanique altéré, selon une étude du CNRS s'appuyant sur une série de données couvrant la période 1971-2000. En 2020, Météo-France publie une typologie des climats de la France métropolitaine dans laquelle la commune est exposée à un climat océanique et est dans la région climatique Côtes de la Manche orientale, caractérisée par un faible ensoleillement (1 550 h/an) ; forte humidité de l'air (plus de 20 h/jour avec humidité relative > 80 % en hiver), vents forts fréquents.
Pour la période 1971-2000, la température annuelle moyenne est de 10,3 °C, avec une amplitude thermique annuelle de 13,5 °C. Le cumul annuel moyen de précipitations est de 868 mm, avec 12,6 jours de précipitations en janvier et 9,1 jours en juillet. Pour la période 1991-2020, la température moyenne annuelle observée sur la station météorologique la plus proche, située sur la commune de Bernaville à 13 km à vol d'oiseau, est de 10,4 °C et le cumul annuel moyen de précipitations est de 877,3 mm,. Pour l'avenir, les paramètres climatiques de la commune estimés pour 2050 selon différents scénarios d'émission de gaz à effet de serre sont consultables sur un site dédié publié par Météo-France en novembre 2022.

## Urbanisme

### Typologie
Au 1er janvier 2024, Yvrench est catégorisée commune rurale à habitat dispersé, selon la nouvelle grille communale de densité à sept niveaux définie par l'Insee en 2022.
Elle est située hors unité urbaine. Par ailleurs la commune fait partie de l'aire d'attraction d'Abbeville, dont elle est une commune de la couronne,. Cette aire, qui regroupe 73 communes, est catégorisée dans les aires de 50 000 à moins de 200 000 habitants,.

### Occupation des sols
L'occupation des sols de la commune, telle qu'elle ressort de la base de données européenne d'occupation biophysique des sols Corine Land Cover (CLC), est marquée par l'importance des territoires agricoles (94,9 % en 2018), une proportion identique à celle de 1990 (94,9 %). La répartition détaillée en 2018 est la suivante : 
terres arables (88,3 %), prairies (6,6 %), zones urbanisées (5,1 %). L'évolution de l'occupation des sols de la commune et de ses infrastructures peut être observée sur les différentes représentations cartographiques du territoire : la carte de Cassini (XVIIIe siècle), la carte d'état-major (1820-1866) et les cartes ou photos aériennes de l'IGN pour la période actuelle (1950 à aujourd'hui).

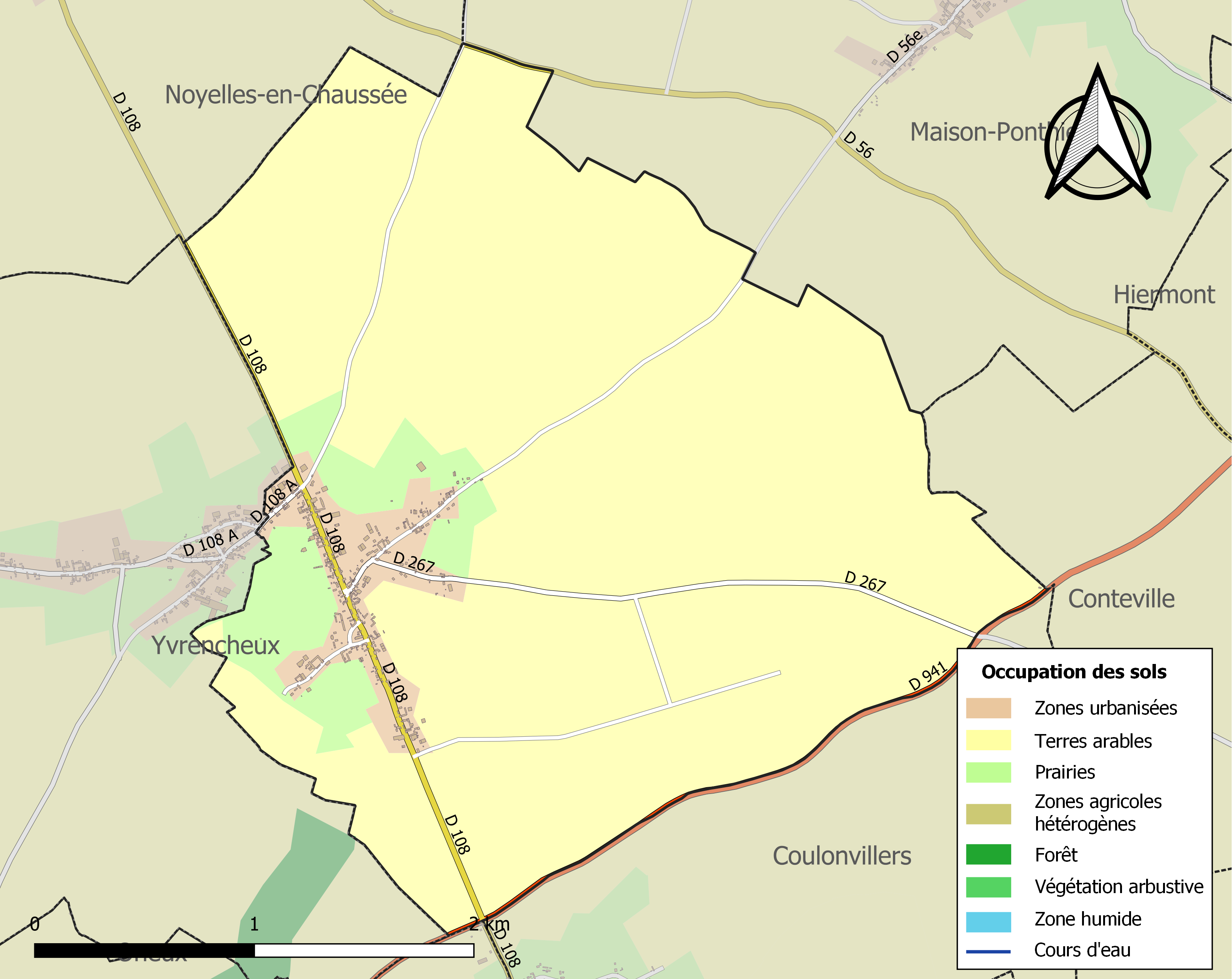
Carte des infrastructures et de l'occupation des sols de la commune en 2018 (CLC).

### Voies de communication et transports
La commune est située sur le tracé d'une ancienne voie romaine qui reste bien visible sur les photos aériennes, et qui est appelée localement la chaussée Brunehaut.
Aujourd'hui, la commune est accessible par l'ancienne route nationale 41 (actuelle RD 941) reliant notamment Saint-Riquier à Saint-Pol-sur-Ternoise.
La localité est desservie par les lignes de bus du réseau Trans'80 (axe Boufflers - Abbeville), chaque jour de la semaine, sauf le dimanche.

## Toponymie
De 831 à 1046, Wiberentium et Guibrentium sont relevés. Puis, Wivrencium, ce qui signifierait « (le) Bois d'Yves ».
En 1060, Wiverench est également attesté dans un cartulaire de Valloires de Guy de Ponthieu ; puis Yvrench en 1470, dans un Cueilloir de Fieffes d'après M. Cocheris.

## Histoire

### Antiquité
Le territoire de l'actuelle commune d'Yvrench était traversé à l'époque romaine par la via Agrippa de l'Océan qui reliait Lugdunum (Lyon) à Gesoriacum (Boulogne-sur-Mer). Le tracé de la voie romaine appelée localement chaussée Brunehaut est visible par avion, des photos aériennes en témoignent.

### Moyen Âge
Le territoire d'Yvrench appartenant à l'abbaye de Saint-Riquier fut dévasté par les Vikings. Le grand domaine de Guibrentium était concédé en fief à un vassal de l'abbaye.

### Époque moderne
En 1597, Claude de Buissy était seigneur du Mesnil-Yvrench. La seigneurie resta dans la famille pendant tout le XVIIe siècle et au-delà.
En août 1635, comme un peu partout dans le Ponthieu, l'armée espagnole envahit et pilla Yvrench. Des habitants furent rançonnés. La population trouva refuge dans les muches.
En 1639, ce fut l'armée française qui dévasta la contrée.

### Époque contemporaine
À la Révolution, la propriété seigneuriale ne fut pas démembrée car la noblesse locale n'émigra pas.
Au début de 1793, des dégradations furent commises dans les propriétés de Buissi et le-Roi-Valanglart. La force armée fut envoyée sur place.
À partir de 1793, Yvrench et Yvrencheux formèrent deux communes distinctes.

#### XIXesiècle
Avec la révolution industrielle, une part importante de la population quitta la commune qui passa de 800 habitants en 1846 à 439, en 1896. La population ne cessa ensuite de décroître jusque 1999.

#### Première Guerre mondiale

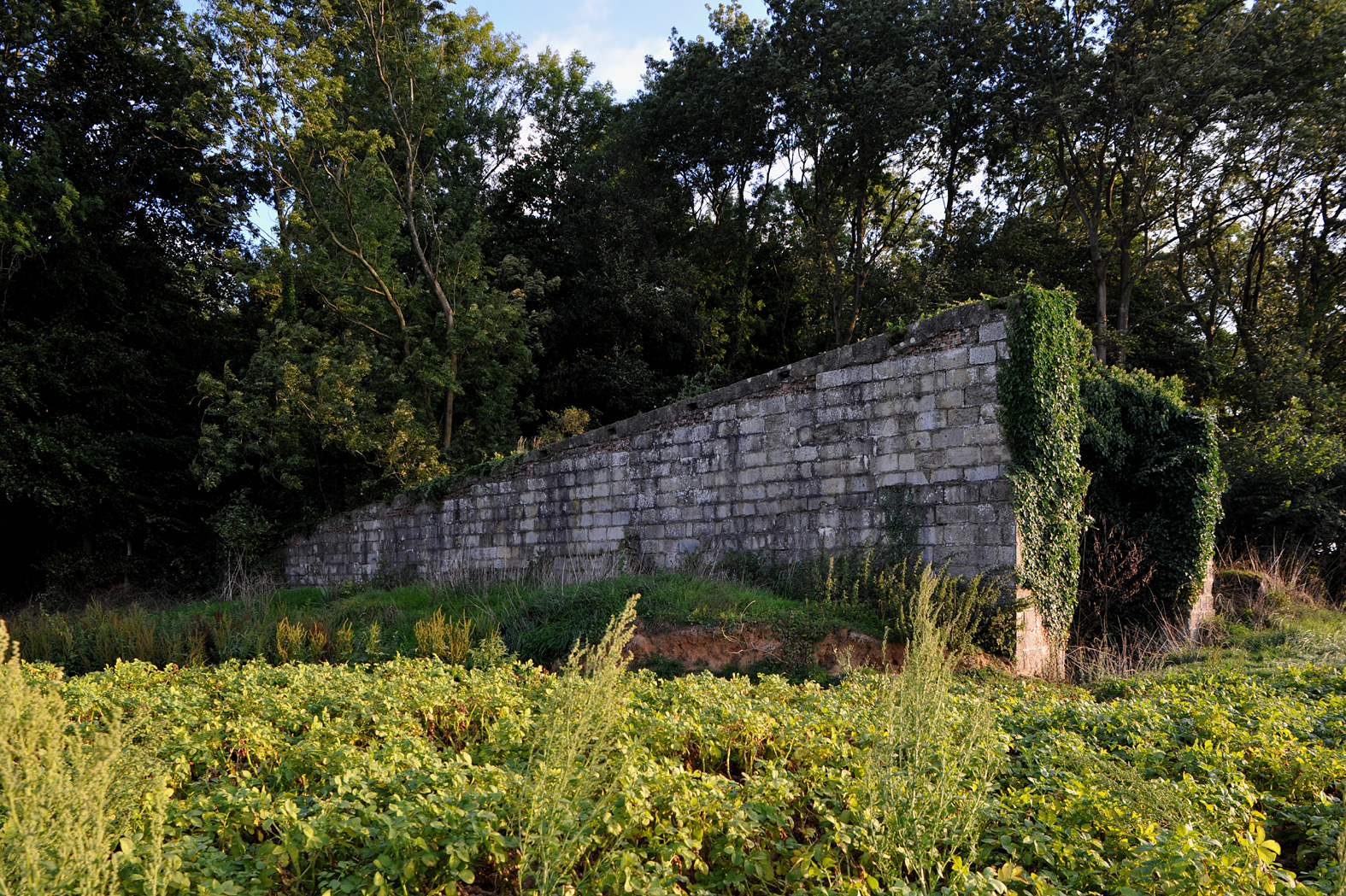
Murs pare-souffle de la rampe de lancement de V1.

Entre les gares de Saint-Riquier et Conteville, en présence du maréchal Joffre, c'est à Yvrench que sont présentés officiellement les chars utilisés pour la première fois au cours de la Grande Guerre. Le village est alors une base secrète de l'armée britannique. L'installation pouvait héberger jusqu'à 15 000 hommes dont une centaine d'officiers.

#### Seconde Guerre mondiale
En 1943, au lieu-dit le Bois carré, les Allemands construisent un site de lancement  de missiles V1 destiné à bombarder Londres. Cette installation va devenir le Site Mère, toutes les installations similaires seront désignées sous l'appellation site type Bois Carré/Yvench.

## Politique et administration
| Période                                  | Période                      | Identité           | Étiquette | Qualité                          |
| ---------------------------------------- | ---------------------------- | ------------------ | --------- | -------------------------------- |
| Les données manquantes sont à compléter. |                              |                    |           |                                  |
| mars 2001                                | En cours (au 8 octobre 2020) | Valérie-Anne Canal |           | Réélue pour le mandat 2020-2026, |

## Population et société

### Démographie
L'évolution du nombre d'habitants est connue à travers les recensements de la population effectués dans la commune depuis 1793. Pour les communes de moins de 10 000 habitants, une enquête de recensement portant sur toute la population est réalisée tous les cinq ans, les populations de référence des années intermédiaires étant quant à elles estimées par interpolation ou extrapolation. Pour la commune, le premier recensement exhaustif entrant dans le cadre du nouveau dispositif a été réalisé en 2005.

En 2022, la commune comptait 298 habitants, en évolution de −2,3 % par rapport à 2016 (Somme : −1,26 %, France hors Mayotte : +2,11 %).
| 1793 | 1800 | 1806 | 1821 | 1831 | 1836 | 1841 | 1846 | 1851 |
| ---- | ---- | ---- | ---- | ---- | ---- | ---- | ---- | ---- |
| 634  | 683  | 775  | 758  | 721  | 774  | 781  | 800  | 753  |

| 1856 | 1861 | 1866 | 1872 | 1876 | 1881 | 1886 | 1891 | 1896 |
| ---- | ---- | ---- | ---- | ---- | ---- | ---- | ---- | ---- |
| 729  | 704  | 675  | 640  | 612  | 565  | 512  | 481  | 439  |

| 1901 | 1906 | 1911 | 1921 | 1926 | 1931 | 1936 | 1946 | 1954 |
| ---- | ---- | ---- | ---- | ---- | ---- | ---- | ---- | ---- |
| 414  | 416  | 415  | 363  | 344  | 369  | 348  | 328  | 336  |

| 1962 | 1968 | 1975 | 1982 | 1990 | 1999 | 2005 | 2006 | 2010 |
| ---- | ---- | ---- | ---- | ---- | ---- | ---- | ---- | ---- |
| 330  | 315  | 306  | 291  | 291  | 249  | 266  | 272  | 301  |

| 2015 | 2020 | 2022 | - | - | - | - | - | - |
| ---- | ---- | ---- | - | - | - | - | - | - |
| 316  | 305  | 298  | - | - | - | - | - | - |

### Enseignement
Le village dispose de deux écoles.
L'école publique (grande section, cours préparatoire) fonctionne en regroupement de 34 élèves avec celle de Maison-Ponthieu. Un regroupement concentré est mis en place à la rentrée 2019 à Gueschart.
À la rentrée 2019, les élèves de Gueschart, Le Boisle, Boufflers, Fontaine-sur-Maye, Estrées-lès-Crécy, Brailly-Cornehotte, Yvrench, Yvrencheux, Neuilly-le-Dien, Noyelles-en-Chaussée, Froyelles, Maison-Ponthieu, ainsi que de deux communes du  Pas-de-Calais : Labroye et Raye-sur-Authie sont accueillis dans une structure de regroupement pédagogique concentré (RPC) comptant 10 classes pour environ 240 élèves, l'école des Quatre-Vents. L'établissement est administré par la communauté de communes Ponthieu-Marquenterre qui a succédé à Authie-Maye.
Quatre rotations de cars scolaires sont assurées matin et soir,.
Pour l'année scolaire 2017-2018, l'école primaire privée locale Saint-Martin compte trois classes pour 70 élèves. Les élèves viennent surtout des villages environnants, attirés, entre autres, par la cantine et la garderie.

## Économie

### Activités économiques et de services
L'activité dominante de la commune demeure l'agriculture.

## Culture locale et patrimoine

### Lieux et monuments
- Présence de muches (souterrains-refuge[32]).
- Église Saint-Martin du XVIe siècle, inscrite à l'inventaire supplémentaire des monuments historiques[33].

- Château et parc[34].
- Chapelle dédiée à la Vierge, de 1901[35].
- Vestiges d'une rampe de lancement de V1, datant de la Seconde Guerre mondiale.

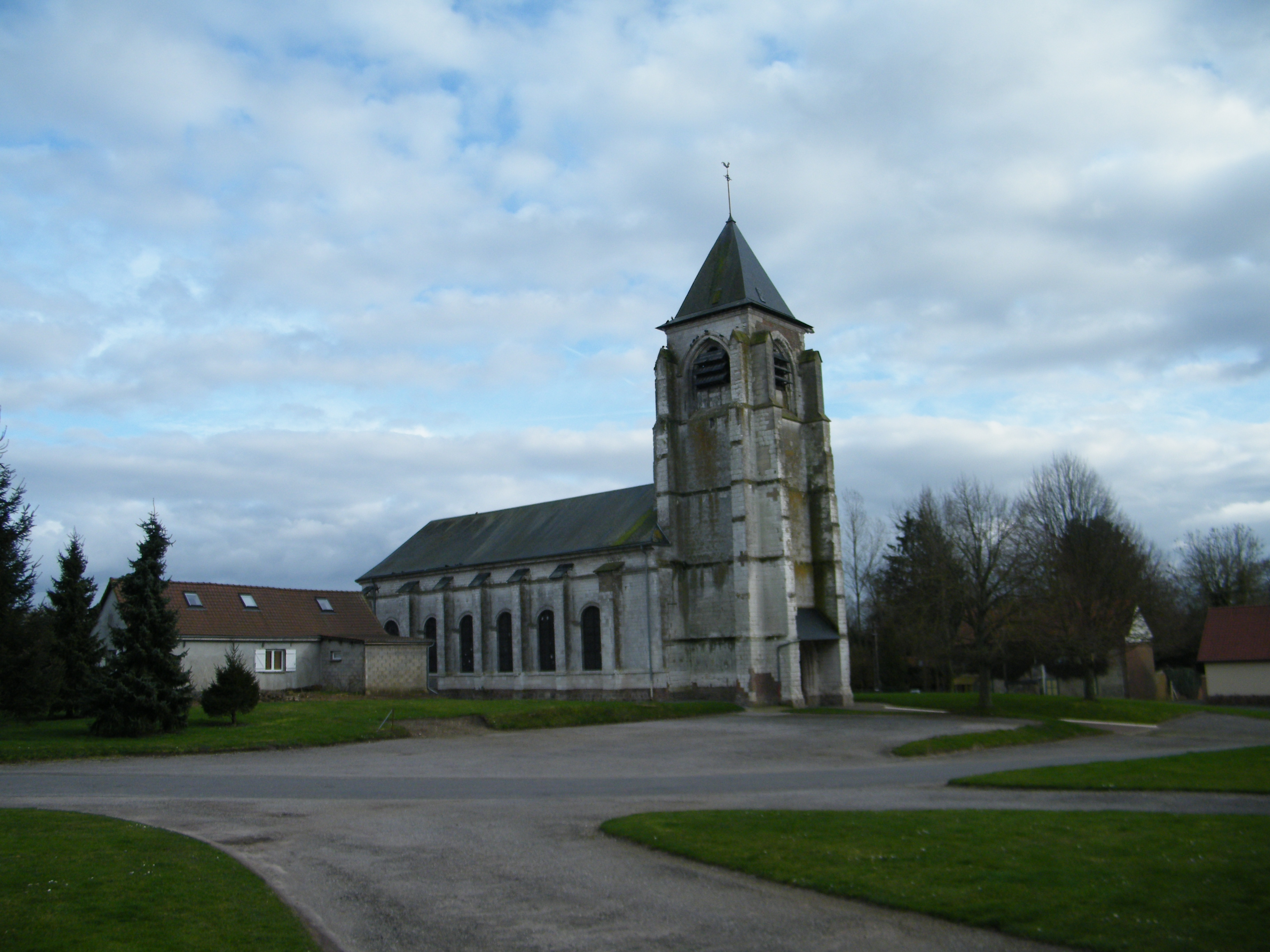
L'église Saint-Martin.
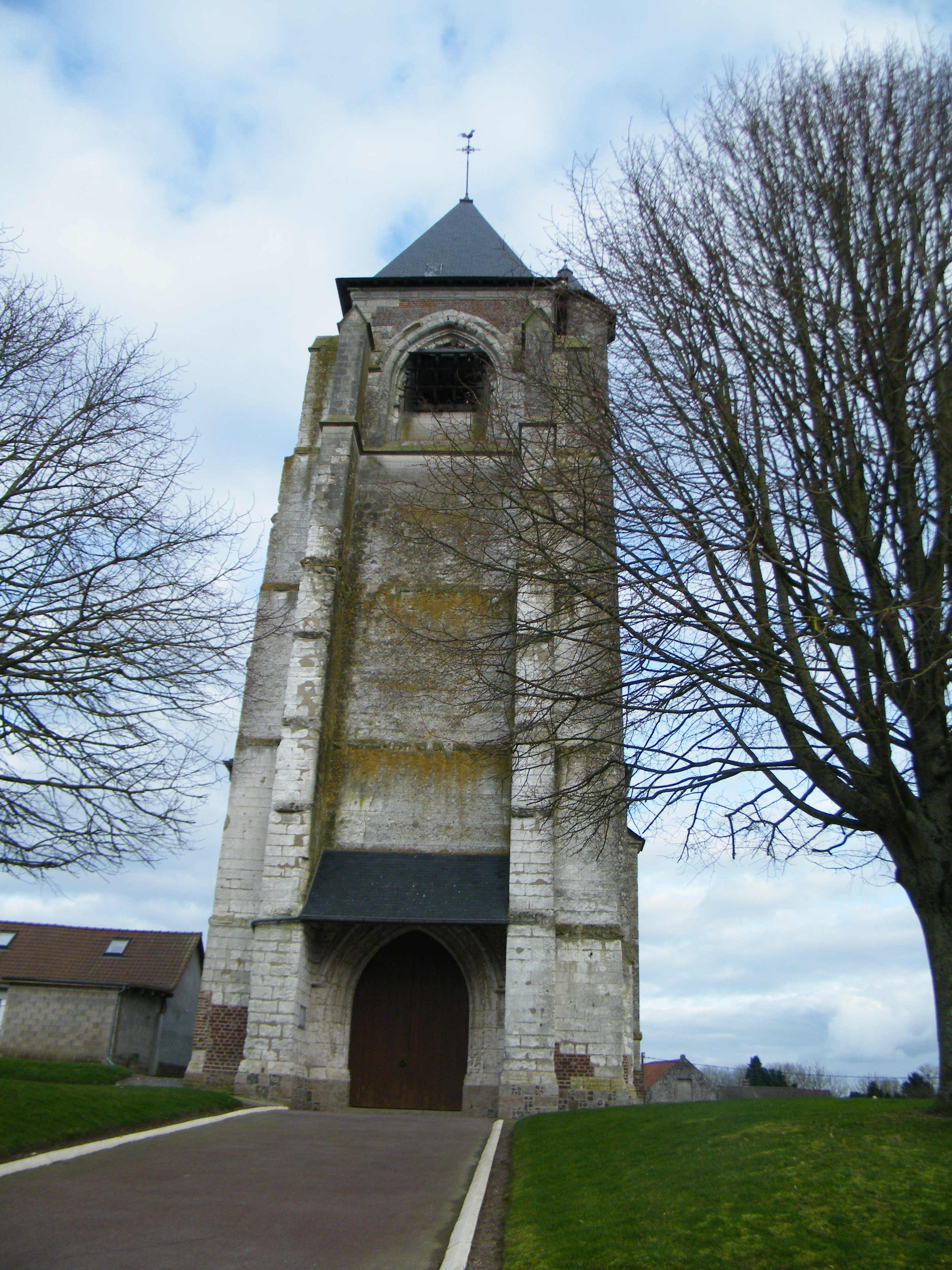
Le clocher.
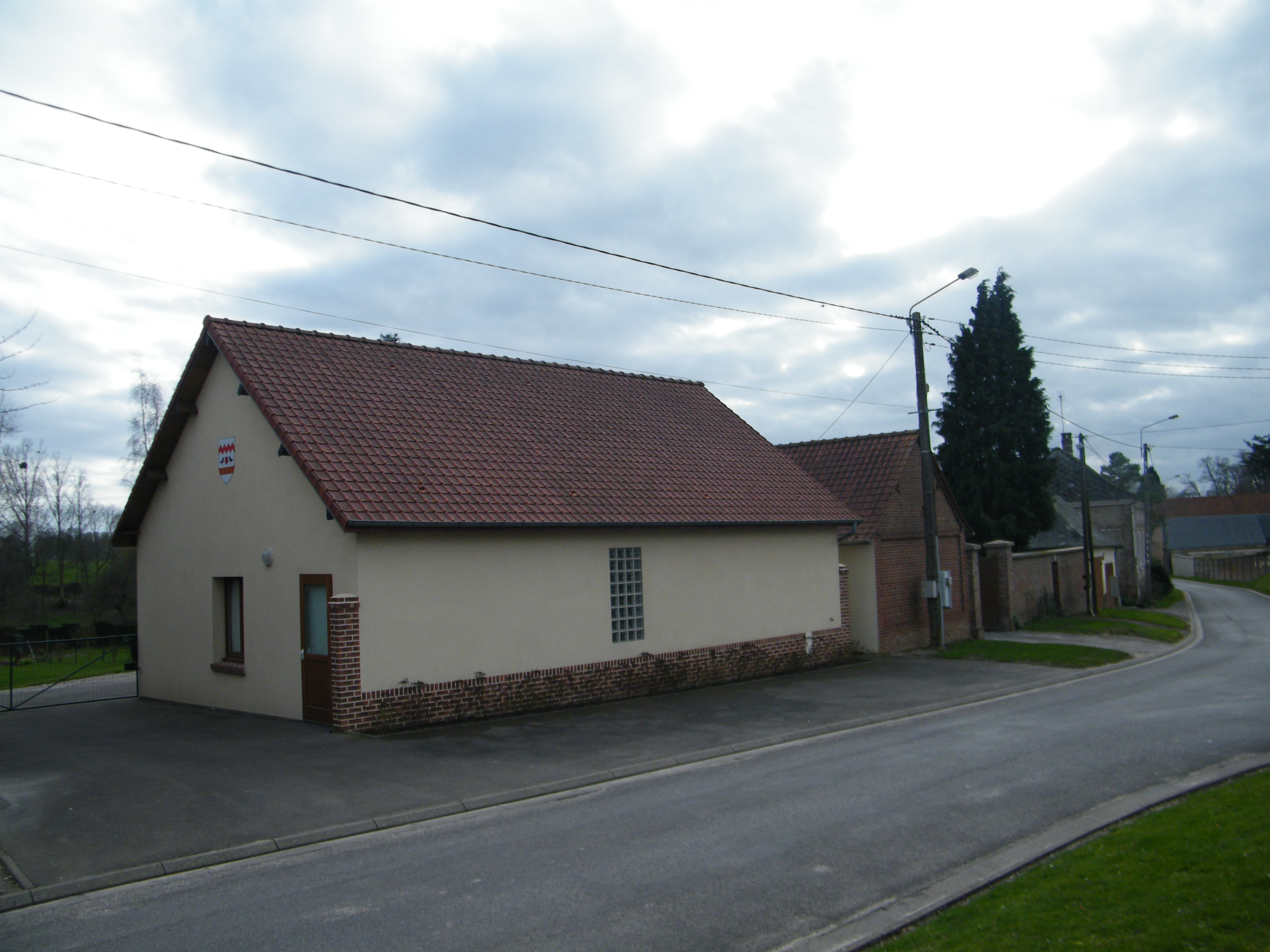
La salle municipale.
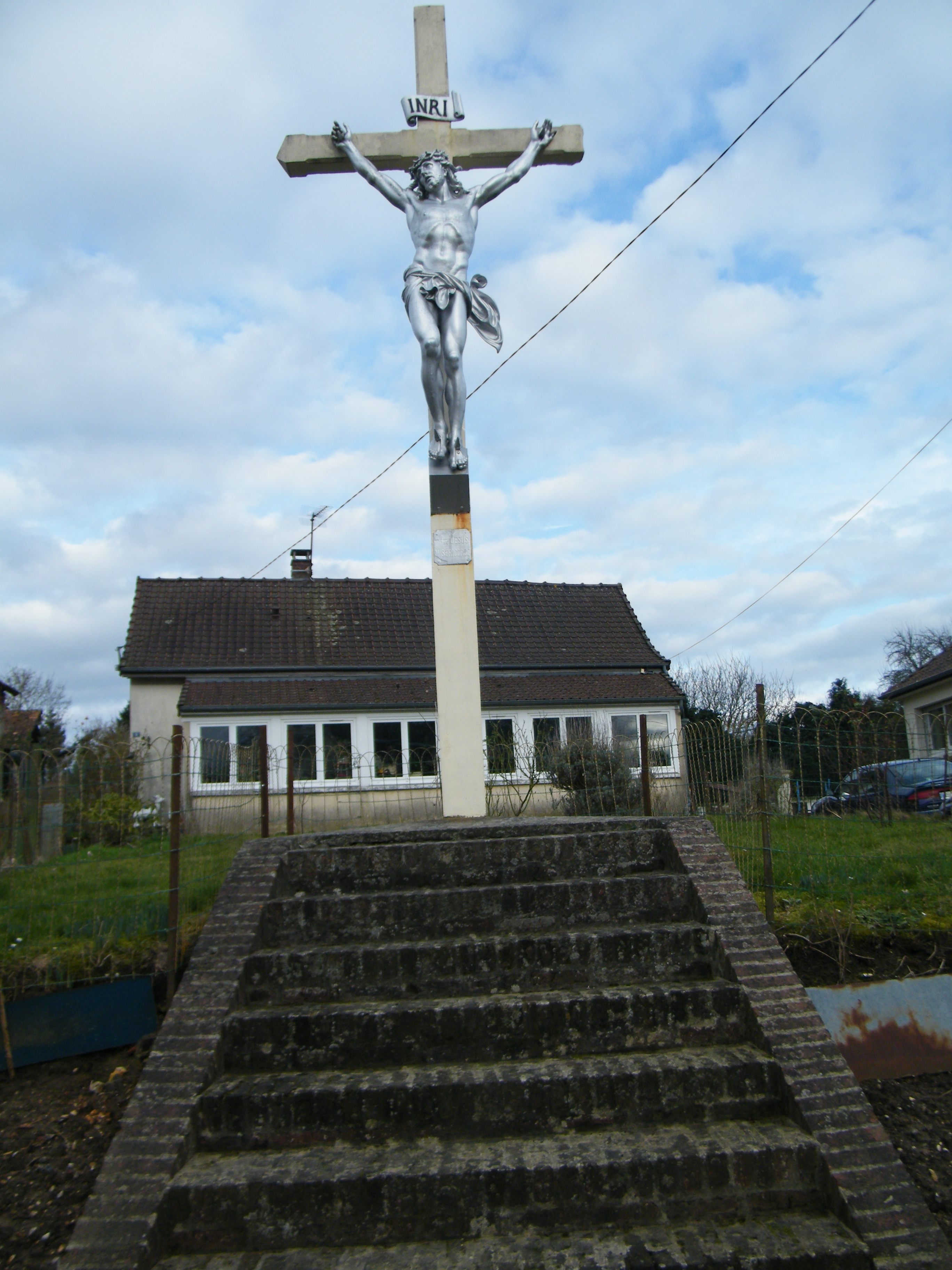
Le calvaire.
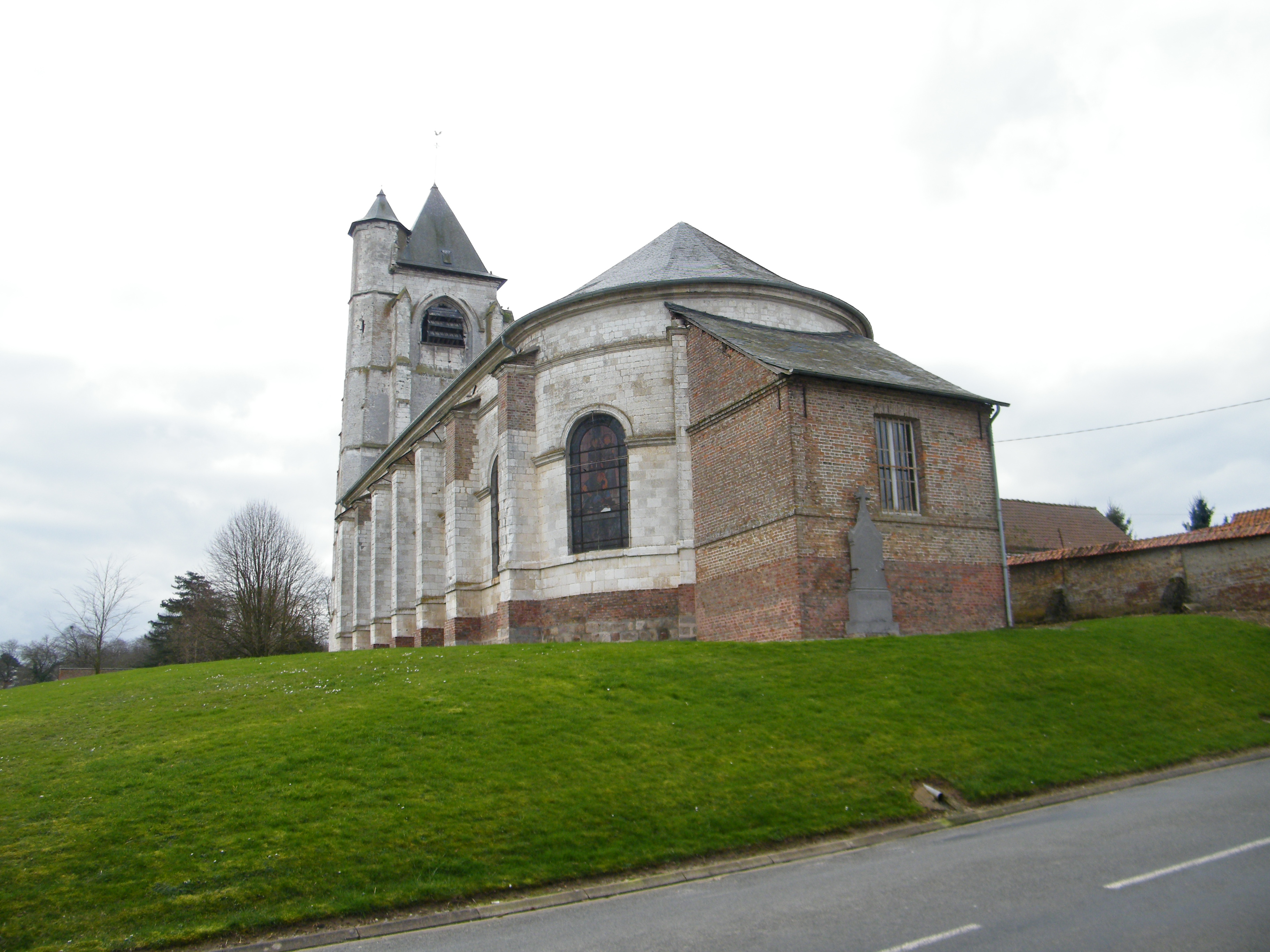
Le chevet de l'église.

### Héraldique
| Blason de Yvrench | Blason  | D'argent à la fasce vivrée de gueules en chef et à la fasce du même chargée de trois fermaux d'or en pointe, lesdites fasces accompagnées en cœur d'une rose de gueules accostée de deux merles chantants affrontés de sable becqués et membrés du second. |
| Blason de Yvrench | Détails | Adopté en juillet 2013. |

### Personnalités liées à la commune
Jacques Becq est né à Yvrench.